# Коростова (Тернопольская область)
Коростова (укр. Коростова) — село в Лановецкой городской общине Кременецкого района Тернопольской области Украины.
До 2020 года входило в Лановецкий район.
Код КОАТУУ — 6123885002. Население по переписи 2001 года составляло 85 человек.

## Географическое положение
Село Коростова находится на левом берегу реки Бугловка,
выше по течению на расстоянии в 0,5 км расположено село Печорна,
ниже по течению на расстоянии в 0,5 км расположено село Буглов.

## История
- 1583 год — дата основания.